# Xenylla duchesnea
Xenylla duchesnea är en urinsektsart som beskrevs av John L. Wray 1958. Xenylla duchesnea ingår i släktet Xenylla och familjen Hypogastruridae. Inga underarter finns listade i Catalogue of Life.